# 伍修权
伍修權（1908年3月6日—1997年11月9日），曾用名吳壽泉，湖北阳新人，生于湖北武昌。中国共产党、中华人民共和国军事人物、外交官及政治人物，副国级领导人。
伍修权早年入莫斯科中山大学学习，回国后任中国工农红军闽粤赣军区司令部参谋，瑞金红军学校第一期连指导员、第二期政治营教导员、第三期军事团教育主任，军委模范团政委，军委直属第三师政委，福建军区汀连分区司令员兼政委、共产国际派驻中共中央军事顾问李德翻译、红三军团副参谋长、红十五军团七十三师参谋长，参加长征。抗日战争爆发后，任八路军驻兰州办事处处长、中央军委总参谋部一局局长、总参谋部作战部副部长。第二次国共内战时期，奔赴东北，任东北民主联军第二参谋长，东北军区参谋长。中华人民共和国成立后，任中央人民政府外交部苏联东欧司司长、外交部副部长、中国驻南斯拉夫大使、中共中央对外联络部副部长。文化大革命中遭迫害，此后出任中国人民解放军副总参谋长、最高人民法院特别法庭副庭长、中共中央顾问委员会常委等职。

## 生平

### 早年经历
1923年在国立武昌高师附中求學，經陳潭秋介紹加入中國社會主義青年團，擔任中國社會主義青年團支部書記。1925年赴蘇聯，入莫斯科中山大學學習。1927年9月入莫斯科步兵學校學習，1928年畢業後留校任翻譯。1929年中東路事件後，被共產國際派往遠東任苏联红军翻譯。1930年12月加入全联盟共产党（布尔什维克）為预备黨員，1931年7月轉為中國共產黨黨員。
1931年5月，回國後任閩粵贛軍區司令部參謀，中央蘇區瑞金紅軍學校第一期連指導員、第二期政治營教導員、第三期軍事團教育主任，軍委模範團政委；其間，參與编寫了中國工農紅軍早期的軍事教材，編譯了蘇軍戰鬥條令，參加了第三、四次反圍剿战争。1933年，部队整编，伍修权任軍委直屬第三師政委，后改任福建軍區汀連分區司令員兼政委。同年秋，伍修权任共產國際派駐中共中央軍事顧問李德的翻譯。1934年10月參加長征，1935年1月列席遵義會議。遵義會議後，任紅三軍團副參謀長，參與組織搶渡金沙江、吳起鎮、直羅鎮等戰役戰鬥。1936年4月，任紅十五軍團七十三師參謀長，參加了東征戰役。1937年12月，昇任陝甘寧邊區政府秘書長，負責邊區政府日常工作。

### 抗日战争与第二次国共内战时期
抗日戰爭爆發後，1938年任八路軍駐蘭州辦事處處長。1941年8月起任中央軍委總參謀部一局局長。1945年參與起草了朱德在中共七大的軍事工作報告。同年8月，任總參謀部作戰部副部長。
抗戰勝利後，伍修權赴東北，負責統籌戰後復原工作，被中央军委临时授予少将军衔。1945年9月起，伍修权任中共中央東北局委員，東北人民自治軍第二參謀長。1946年1月，任東北民主聯軍第二參謀長，北平軍事調處執行部駐瀋陽小組中共代表。1948年1月後任東北軍區參謀長兼軍工部政委，參與遼瀋戰役，戰役後兼任瀋衛戌區司令員。在此期間，他還擔任東北軍區軍政學校校長，參與籌建了中國人民解放軍第一所航空學校和第一所海軍學校。1949年4月，伍修权任东北军区参谋长。

### 中华人民共和国成立后

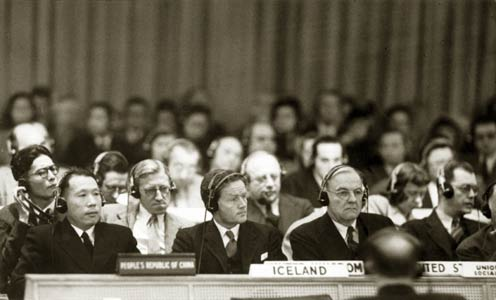
1950年，伍修权（前排左一）在联合国安理会

中華人民共和國成立後，任中央人民政府外交部蘇聯東歐司司長。次年1月，隨周恩來赴莫斯科參加中蘇會談，並參與起草《中蘇友好同盟互助條約》等一系列工作。朝鮮戰爭爆發後，美國政府派第七艦隊巡弋台灣海峽，因此1950年11月，中华人民共和国中央人民政府向聯合國安理會提出「美國武裝侵略台灣案」，伍修權作為中华人民共和国政府特派代表赴會，發表譴責美國武裝侵略台灣的演說。但該案最終以1票贊成（蘇聯）、9票反對、印度代表缺席之情況下被否決。1950年12月，任外交部副部長。1954年，调任中國駐南斯拉夫大使。1958年10月，任中共中央對外聯絡部副部長。1960年2月4日，随康生、刘晓、阎明复参加在莫斯科召开的华沙条约国首脑会议。
文化大革命中，伍修權遭受迫害，被關押達8年。1975年4月，伍修权任中國人民解放軍副總參謀長，分管情報和外事工作。1978年1月前兼任總參謀部二部部長。1980年6月，中共中央決定伍修權為審判林彪、江青反革命集团案的審判工作指導委員會成員和最高人民法院特别法庭副庭長、第二審判庭審判長，參加了對四人幫審判工作。1982年9月，伍修权当选中共中央顧問委員會常委。1988年7月被授予中國人民解放軍一級紅星功勛榮譽章。
伍修权是中共第七、八、十一、十四次全國代表大會代表，第十五次全國代表大会特邀代表，第八屆、十一屆中央委員，中共十二大、十三大相繼當選為中央顧問委員會委員、常委。第三屆全國政協常务委员，第四屆全國人大常委會委員。1997年11月9日，伍修权在北京逝世，終年90歲。